# Marc-Vivien Foé
Marc-Vivien Foé (1 tháng 5 năm 1975 – 26 tháng 6 năm 2003) là một cố cầu thủ bóng đá người Cameroon từng chơi ở vị trí tiền vệ cho cả câu lạc bộ và quốc gia. Với thành công tại Ligue 1 của Pháp, và giải Ngoại hạng Anh, cái chết đột ngột của anh trong một trận đấu quốc tế, như là một cú sốc đối với cộng đồng bóng đá trên toàn thế giới. Anh được truy tặng danh hiệu Commander of the National Order of Valour.

## Tiểu sử
Foé sinh ra vào ngày 1 tháng 5 năm 1975 tại Yaoundé. Foé bắt đầu sự nghiệp của mình là một cầu thủ nghiệp dư ở Second Division Union Garoua trước khi chuyển sang Canon Yaoundé, một trong những câu lạc bộ lớn nhất Cameroon, nơi anh đã giành được Cúp quốc gia Cameroon vào năm 1993. Anh xuất hiện lần đầu quốc tế của mình trong trận đấu với Mexico trong tháng 9 năm 1993, và năm sau, anh được gọi vào đội tuyển quốc gia tham dự World Cup 1994, sau đó ra sân ở đội hình xuất phát trong cả ba trận đấu của Cameroon tại giải đấu này.
Marc-Vivien Foé mất đột ngột vào ngày 26 tháng 6 năm 2003 trong khi đang thi đấu ở Cúp Liên đoàn các châu lục 2003 diễn ra tại Pháp với đội tuyển Colombia khi mới 28 tuổi.

## Thống kê sự nghiệp
| Câu lạc bộ | Câu lạc bộ      | Câu lạc bộ        | Giải quốc gia | Giải quốc gia | Cúp             | Cúp             | Cúp liên đoàn     | Cúp liên đoàn     | Châu lục | Châu lục | Tổng cộng | Tổng cộng |
| Mùa        | Câu lạc bộ      | Hạng              | Trận          | Bàn           | Trận            | Bàn             | Trận              | Bàn               | Trận     | Bàn      | Trận      | Bàn       |
| Pháp       | Pháp            | Pháp              | Giải          | Giải          | Coupe de France | Coupe de France | Coupe de la Ligue | Coupe de la Ligue | Châu Âu  | Châu Âu  | Tổng      | Tổng      |
| ---------- | --------------- | ----------------- | ------------- | ------------- | --------------- | --------------- | ----------------- | ----------------- | -------- | -------- | --------- | --------- |
| 1994–95    | Lens            | Division 1        | 15            | 3             |                 |                 |                   |                   |          |          | 15        | 3         |
| 1995–96    | Lens            | Division 1        | 19            | 2             |                 |                 |                   |                   |          |          | 19        | 2         |
| 1996–97    | Lens            | Division 1        | 28            | 2             |                 |                 |                   |                   |          |          | 28        | 2         |
| 1997–98    | Lens            | Division 1        | 18            | 2             |                 |                 |                   |                   | 0        | 0        | 18        | 2         |
| 1998–99    | Lens            | Division 1        | 5             | 2             |                 |                 |                   |                   | 1        | 0        | 6         | 2         |
| Anh        | Anh             | Anh               | Giải          | Giải          | FA Cup          | FA Cup          | League Cup        | League Cup        | Châu Âu  | Châu Âu  | Tổng      | Tổng      |
| 1998–99    | West Ham United | FA Premier League | 13            | 0             | 0               | 0               | 0                 | 0                 | 0        | 0        | 13        | 0         |
| 1999–2000  | West Ham United | FA Premier League | 25            | 1             | 1               | 0               | 3                 | 0                 | 3        | 1        | 32        | 2         |
| Pháp       | Pháp            | Pháp              | Giải          | Giải          | Coupe de France | Coupe de France | Coupe de la Ligue | Coupe de la Ligue | Châu Âu  | Châu Âu  | Tổng      | Tổng      |
| 2000–01    | Lyon            | Division 1        | 25            | 1             | 3               | 0               | 3                 | 0                 | 8        | 1        | 39        | 2         |
| 2001–02    | Lyon            | Division 1        | 18            | 2             | 0               | 0               | 0                 | 0                 | 8        | 0        | 26        | 2         |
| Anh        | Anh             | Anh               | Giải          | Giải          | FA Cup          | FA Cup          | League Cup        | League Cup        | Châu Âu  | Châu Âu  | Tổng      | Tổng      |
| 2002–03    | Manchester City | FA Premier League | 35            | 9             | 1               | 0               | 2                 | 0                 | 0        | 0        | 38        | 9         |
| Quốc gia   | Pháp            | Pháp              | 128           | 14            | 3               | 0               | 3                 | 0                 | 1        | 0        | 151       | 17        |
| Quốc gia   | Anh             | Anh               | 73            | 10            | 2               | 0               | 5                 | 0                 | 19       | 2        | 83        | 11        |
| Tổng cộng  | Tổng cộng       | Tổng cộng         | 201           | 24            | 5               | 0               | 8                 | 0                 | 20       | 2        | 234       | 28        |

| Cameroon | Cameroon | Cameroon |
| Năm      | Trận     | Bàn      |
| -------- | -------- | -------- |
| 1993     | 4        | 0        |
| 1994     | 6        | 0        |
| 1995     | 2        | 1        |
| 1996     | 4        | 0        |
| 1997     | 6        | 0        |
| 1998     | 5        | 0        |
| 1999     | 2        | 0        |
| 2000     | 8        | 3        |
| 2001     | 9        | 2        |
| 2002     | 14       | 2        |
| 2003     | 4        | 0        |
| Total    | 64       | 8        |

## Bàn thắng quốc tế
Bàn thắng của Cameroon được liệt kê trước.
| #  | Ngày       | Venue                                | Đối thủ      | Điểm số | Kết quả | Giải đấu                  |
| -- | ---------- | ------------------------------------ | ------------ | ------- | ------- | ------------------------- |
| 1. | 24/12/1995 | Sân vận động Ahmadou Ahidjo, Yaoundé | Liberia      | 1–0     | 1–0     | Giao hữu                  |
| 2. | 22/01/2000 | Sân vận động Thể thao Accra, Accra   | Ghana        | 1–0     | 1–1     | Cúp bóng đá châu Phi 2000 |
| 3. | 6/2/2000   | Sân vận động Thể thao Accra, Accra   | Algérie      | 2–0     | 2–1     | Cúp bóng đá châu Phi 2000 |
| 4. | 19/4/2000  | Sân vận động Ahmadou Ahidjo, Yaoundé | Somalia      | 2–0     | 3–0     | Vòng loại World Cup 2002  |
| 5. | 1/7/2001   | Sân vận động Ahmadou Ahidjo, Yaoundé | Togo         | 2–0     | 2–0     | Vòng loại World Cup 2002  |
| 6. | 14/7/2001  | Sân vận động Independence, Lusaka    | Zambia       | 1–0     | 2–2     | Vòng loại World Cup 2002  |
| 7. | 7/1/2002   | Sân vận động 4 tháng 8, Ouagadougou  | Burkina Faso | 1–0     | 3–1     | Giao hữu                  |
| 8. | 7/2/2002   | Sân vận động 26 tháng 3, Bamako      | Mali         | 3–0     | 3–0     | Cúp bóng đá châu Phi 2002 |